# 英祖 (琉球国王)
英祖（えいそ、ゑぞ、1229年（紹定2年）? - 1299年8月31日（大徳3年8月5日）?）は、『中山世鑑』や『中山世譜』などの琉球王国の歴史書に登場する王である。神号は英祖日子（ゑぞのてだこ）。
なお、歴史上国号が「琉球国中山」に定まるのは中国（明）に朝貢した1372年以降のことであり、これは史書による追封号ということになる。

## 概要

### 系譜
史書によると、英祖は沖縄本島で最初に王朝を築いた神の子の王統とされる天孫氏の最後の王、思金松兼王（25代目）の四男・西原王子（思次良金）の世子である伊祖城の恵祖世主（浦添按司）の子であり、舜天王統の義本からの禅譲を受けたことで5代の国王が90年間にわたり英祖王統系図となった。英祖王統の基礎を作った国王とされる。また、彼の生誕時に母親が太陽を飲み込む夢を見た（『球陽』）ところから、「てぃだこ（太陽の子、の意）」とも呼ばれたという。
「古琉球三山由来記集」によれば仲昔中山英祖王の称号であり親の恵祖世主はやはり天孫氏後裔と伝わる。第一尚氏が興るまでの古琉球三山の按司豪族の多くが英祖に連なると伝わる。
　近年、漢文学者石井望は、福建漢字音で英祖が「あんず」（按司）、汪英紫氏が「おんあんじすい」（大按司添）、汪應祖が「おんあんず」（大按司）であるとして、古琉球の諸王について新解釈を試みている。

### 治世
『おもろさうし』巻12・671では、「伊（ゑ）祖の戦思（も）ひ」と記されているが、この「いくさもい（イクサモヒ）」とは英祖の若い頃の尊称であり（『おもろさうし』の原注に記述あり）、「戦いに勝れた人」の意である。
なお、英祖在位中の13世紀半ば、咸淳年間（1265年-1274年）に禅鑑なる禅師が小那覇港に流れ着いた。禅鑑は補陀落僧を称した。英祖はその徳を重んじ浦添城の西に補陀落山極楽寺を建立、琉球における仏教の始まりとされている。（『琉球国由来記巻十』・「琉球国諸寺旧記序」）
浦添市にある浦添ようどれは英祖の存在を示す数少ない史跡である。
「日本への二度の元寇で日本上陸に失敗した元軍は1291年に沖縄への上陸を試みて沖縄へと攻め入ってきたが英祖が撃退した」といわれることがあるが、1291年に元軍が襲撃した「瑠求」は台湾のことであり、この逸話は「瑠求＝琉球」と誤認したことから生じた空想であるとの説がある。

## 家族、係累
（系譜は伝記による）
- 父：恵祖世主（浦添按司・伊祖城主）
- 母：不詳
- 妃：不詳
- 世子：大成（二代目国王）
- 次男：湧川王子（今帰仁城主、北山王（北山世主））
  - 孫：湧川按司（長子、今帰仁城主、北山王（北山世主））
    - 曽孫：今帰仁按司（長子、今帰仁城主、北山王）
      - 玄孫：仲昔今帰仁按司（今帰仁城主、丘春）
        - 来孫：今帰仁仲宗根若按司（今帰仁城主、怕尼芝との戦いの末に戦死）
          - 昆孫：今帰仁王子（後の伊覇按司一世）

    - 曽孫：湧川按司二世（次男）
      - 玄孫：怕尼芝（羽地按司、初代後北山王）
        - 来孫：珉（2代目 後北山王）
          - 昆孫：攀安知（3代目 後北山王）
- 三男：中城王子
- 四男：北谷王子
  - 孫：北谷按司
- 五男：大里王子
  - 孫：大里按司
    - 曽孫：大里按司（島尻世主）
      - 玄孫：南山大里王（南山王）
        - 来孫：承察度（南山王）

      - 玄孫：大里按司
        - 来孫：島添大里按司

      - 玄孫：越来按司
      - 玄孫：汪英紫（大城按司、南山王）
        - 来孫：汪応祖（南山王）
          - 昆孫：他魯毎（南山王）
          - 昆孫：南風原按司
          - 昆孫：具志頭按司
          - 昆孫：兼城按司
          - 昆孫：識名按司
          - 昆孫：越来按司

        - 来孫：越来按司
        - 来孫：瀬長按司
        - 来孫：達勃期
          - 昆孫：佐久間王子
          - 昆孫：豊見城按司
          - 昆孫：照屋按司

        - 来孫：大城按司

## 備考
誕生伝説の「○○を飲みこむ夢を見て（母親が）懐妊した」の類型として、浄土宗祖法然（12、3世紀）の母が、「剃刀（剃髪のメタファー）を呑み込む夢を見て懐妊した」があり（『法然上人行状絵図』1巻・14世紀）、英祖の時期（13世紀中頃）に仏教が伝来したとする時期と重なる。